# 上海嘉定汇龙足球俱乐部
上海嘉定汇龙足球俱乐部，原名是上海博击市政足球队，上海市嘉定博击足球俱乐部，上海博击长空足球俱乐部，上海嘉定城发，是一家中国职业足球俱乐部，经中国足协（CFA）许可，参加中国联赛甲级联赛。它在嘉定区嘉定体育场进行主场比赛，它是全国最成功的业余足球俱乐部之一。2014年，他们进入了东部地区业余锦标赛的决赛轮。当年，他们赢得地方联赛冠军。

## 历史
上海嘉定汇龙足球俱乐部的前身，是上海博击市政足球队，俱乐部成立于2009年5月，由上海博击市政工程有限公司董事长陆建军发起创建。2012年6月18日，在上海市嘉定区社会团体管理局注册成立上海市嘉定博击足球俱乐部；2015年5月20日，注册成立上海博击长空足球俱乐部有限公司；2021年1月7日，更名上海嘉定汇龙足球俱乐部。2022年5月27日，上海嘉定汇龙足球俱乐部获得2022赛季中甲联赛的递补资格。
2009年，俱乐部以上海博击市政足球队之名创立。2013年，改名上海博击长空足球俱乐部。2015年该俱乐部获得中国足协杯首轮资格，对青岛鲲鹏0-0打平后点球大战落败。
2017年，改名上海嘉定博击足球俱乐部。在2019年中国足协杯中，该队先后击败大连华亿和职业俱乐部延边北国、浙江毅腾、北京北体大，闯入第五轮16强，成为唯一闯入该轮的业余俱乐部。5月29日，在第五轮比赛中，被大连一方2-0击败，被淘汰。获得足协杯“黑马希望奖”。同年，他们在2019年中国冠军联赛中获得第5名，并在晋级/降级附加赛中击败西安大兴崇德后，在俱乐部历史上首次晋级中乙联赛。
2021年1月，改名上海嘉定汇龙足球俱乐部。以第7名的成绩错失了升入中甲的机会，但当重庆两江竞技最后时刻退出中超联赛后，获准参加2022年中国足球甲级联赛。

## 队名历史
- 2009.5–2012.6.18 上海博击市政足球队
- 2012.6.18–2015.5.20 上海市嘉定博击足球俱乐部
- 2015.5.20–2021.1.7 上海博击长空足球俱乐部
- 2021.1.7– 上海嘉定汇龙足球俱乐部

## 球员

### 现阵容
最後更新：2025年7月
註釋：國旗表示球員在國際足聯資格規則定義的國家隊。球員可能擁有一個以上非國際足聯國籍。
| 號碼 |          | 位置 | 球員                           |
| ---- | -------- | ---- | ------------------------------ |
| 1    | 中国     | 门将 | 夏宇鹏                         |
| 2    | 中国     | 中场 | 亓信磊                         |
| 3    | 中国     | 后卫 | 姚犇                           |
| 5    | 中国     | 后卫 | 邱添一                         |
| 6    | 中国     | 后卫 | 刘博洋                         |
| 7    | 中国     | 后卫 | 齐天羽（租借自山东泰山）       |
| 8    | 中国     | 中场 | 龚纯洁                         |
| 9    | 英格兰   | 前锋 | 阿什利·科菲                    |
| 10   | 奈及利亞 | 前锋 | 阿金昆米·阿莫                  |
| 11   | 中国     | 前锋 | 曲彦衡                         |
| 12   | 中国     | 中场 | 杜长杰                         |
| 14   | 中国     | 后卫 | 刘帅                           |
| 15   | 中国     | 后卫 | 高乐                           |
| 16   | 中国     | 中场 | 王浩然（租借自河南足球俱乐部） |
| 18   | 中国     | 中场 | 林朝灿                         |

| 號碼 |          | 位置 | 球員                                            |
| ---- | -------- | ---- | ----------------------------------------------- |
| 20   | 中国     | 中场 | 吴毅臻                                          |
| 22   | 巴西     | 前锋 | 马尼奥·克鲁斯                                   |
| 23   | 中国     | 后卫 | 柏佳骏                                          |
| 24   | 中国     | 门将 | 刘士龙                                          |
| 25   | 中国     | 中场 | 卜鑫                                            |
| 26   | 中国     | 后卫 | 苏士豪                                          |
| 27   | 中国     | 中场 | 周杨杰                                          |
| 28   | 中国     | 门将 | 张劲一                                          |
| 29   | 中国     | 中场 | 阿布力克木·阿布都沙拉木（租借自浙江足球俱乐部） |
| 30   | 中国     | 后卫 | 刘洋                                            |
| 31   | 中国     | 中场 | 李锐锋                                          |
| 32   | 塞尔维亚 | 中场 | 安德里亚·卢科维奇                               |
| 33   | 中国     | 中场 | 朱宝杰                                          |
| 35   | 中国     | 门将 | 林翔（租借自石家庄功夫足球俱乐部）              |
| 36   | 中国     | 中场 | 周俊豪                                          |
| 37   | 中国     | 中场 | 喻浩桢                                          |
| 38   | 中国     | 中场 | 水淼                                            |
| 40   | 中国     | 后卫 | 黄铭（租借自上海申花）                          |
| 43   | 中国     | 中场 | 吴雷                                            |
| 45   | 中国     | 后卫 | 邹侑容                                          |

### 出租
註釋：國旗表示球員在國際足聯資格規則定義的國家隊。球員可能擁有一個以上非國際足聯國籍。
| 號碼 |      | 位置 | 球員                                                  |
| ---- | ---- | ---- | ----------------------------------------------------- |
|      | 中国 | 中场 | 李习楠（在 贵州筑城竞技足球俱乐部直到2025年12月31日） |